# Amédée-François Frézier
Amédée-François Frézier (Chambéry, Auvernia-Ródano-Alpes, 4 de julio de 1682-Brest, Bretaña, 14 de octubre de 1773) fue un viajero científico francés. Viajó por América del Sur, sobre todo las costas del Pacífico. Permaneció pocas semanas en Lima.

## Inicios
Amédée François Frézier nació en Chambéry en 1682. Es hijo de Pierre-Louis Frézier, profesor de derecho en la capital del Ducado de Saboya.
Empezó estudios de jurisprudencia en París. En seguida sus inquietudes cambiaron por las matemáticas. Se enroló en el ejército hasta alcanzar el grado de teniente.

## Viaje
Viajó a América en 1712, con la finalidad de indagar sobre las condiciones generales de Chile y Perú, sus mecanismos de defensa y cuánto se requería para mantenerlos protegidos de incursiones extranjeras. Anduvo por las costas de Brasil, atravesó el estrecho de Magallanes, para luego enrumbar hacia el norte. Compulsó la situación y costumbres de pueblos, la ubicación y estructura de los fortines, el rendimiento y explotación minera y la naturaleza. Debido a que visitó solo puntos costeros, su testimonio es frecuente parcial.

### Polémica
Al difundir sus informaciones mantuvo una polémica con el fitólogo francés Louis Feuillée.
- La abreviatura «Frez.» se emplea para indicar a Amédée-François Frézier como autoridad en la descripción y clasificación científica de los vegetales.[3]

## Publicaciones
- Relación de viaje a las costas de Chile y Perú (1716), (1732) en francés.

## Mérito
Fue miembro honorario de la Real Academia de Marina.
Frézier recolectó de Talcahuano (Chile), e informó en Francia que (al rociarlos a diario, mientras el agua dulce estaba a bordo de todos los veleros de madera, un bien precioso ) cinco plantas de una nueva especie de fresa conocida como blanca chilena ( Fragaria chiloensis ), con grandes frutos blancos diferentes de las fresas silvestres conocidas en Europa.

## Galería

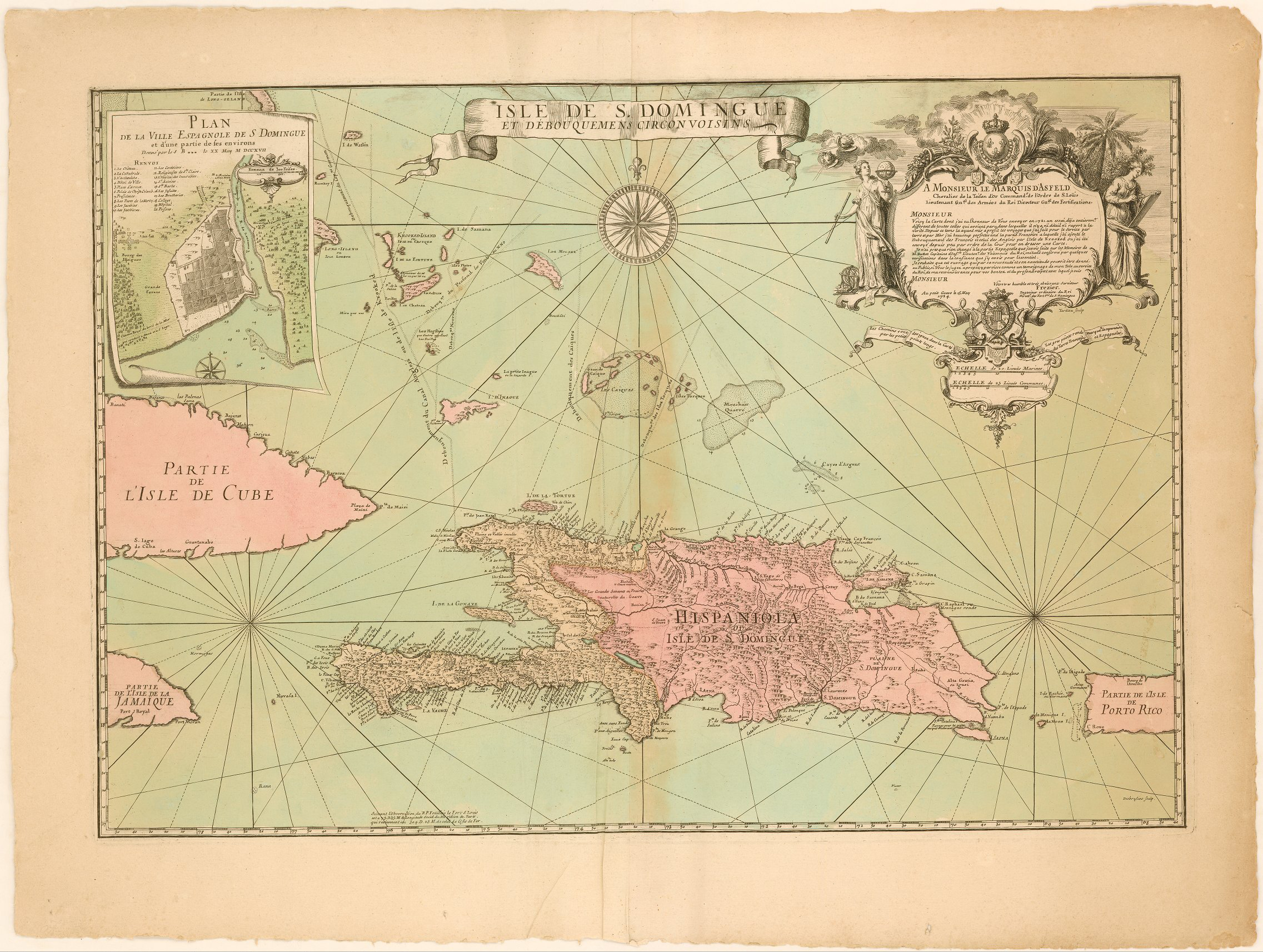
Hispaniola (1724)
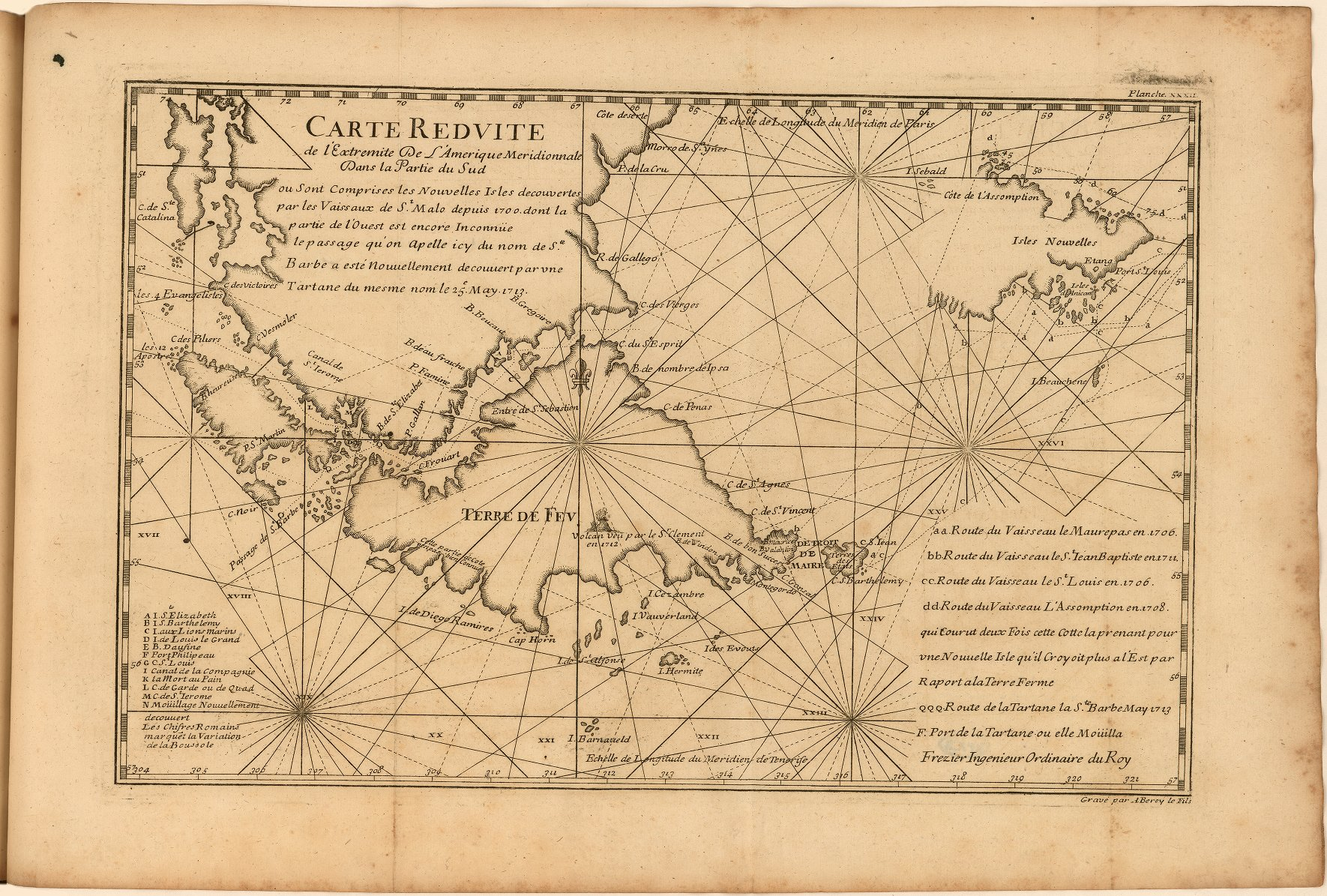
Estrecho de Magellanes (1717)
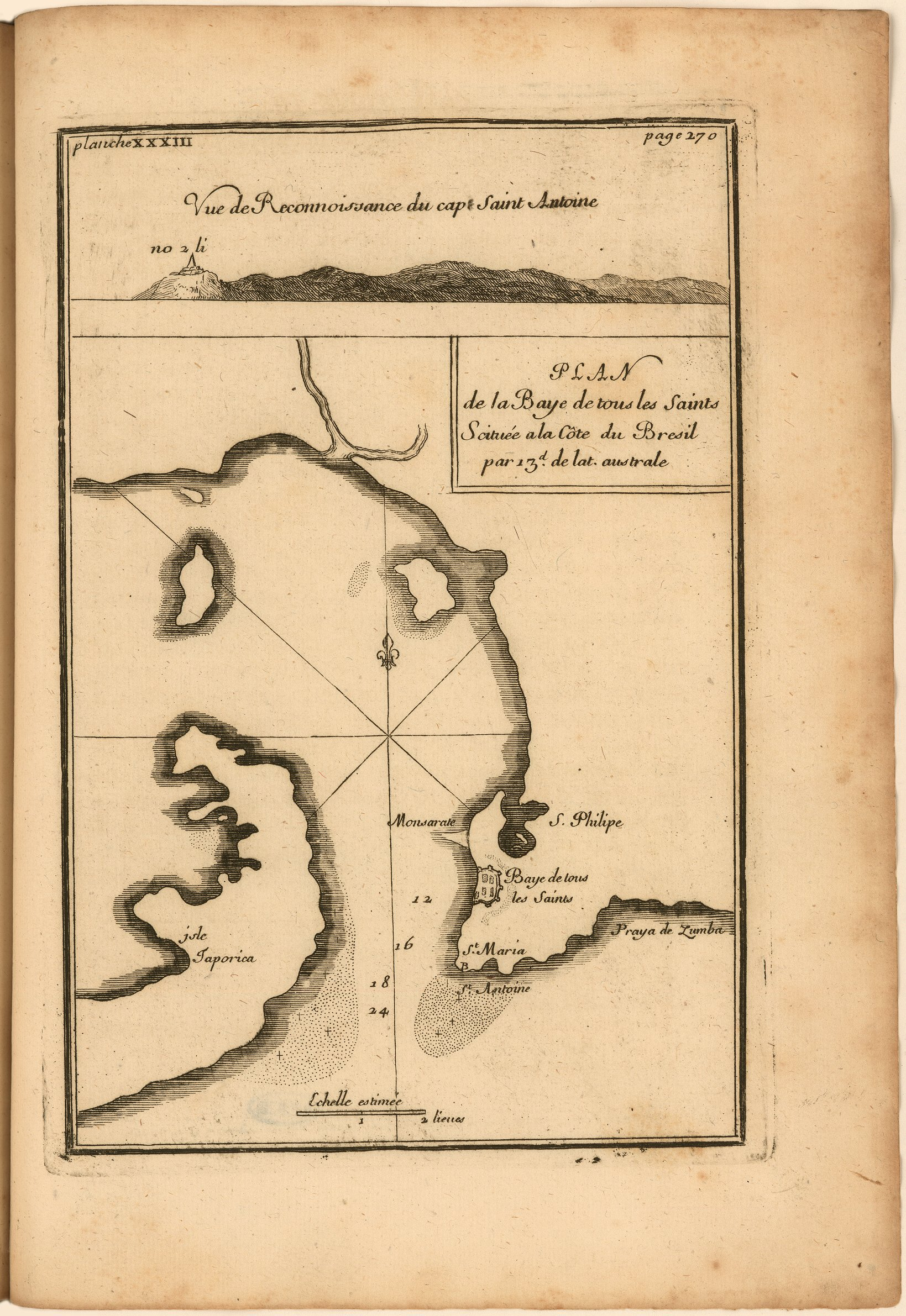
Baía de Todos os Santos, Brazil (1717)
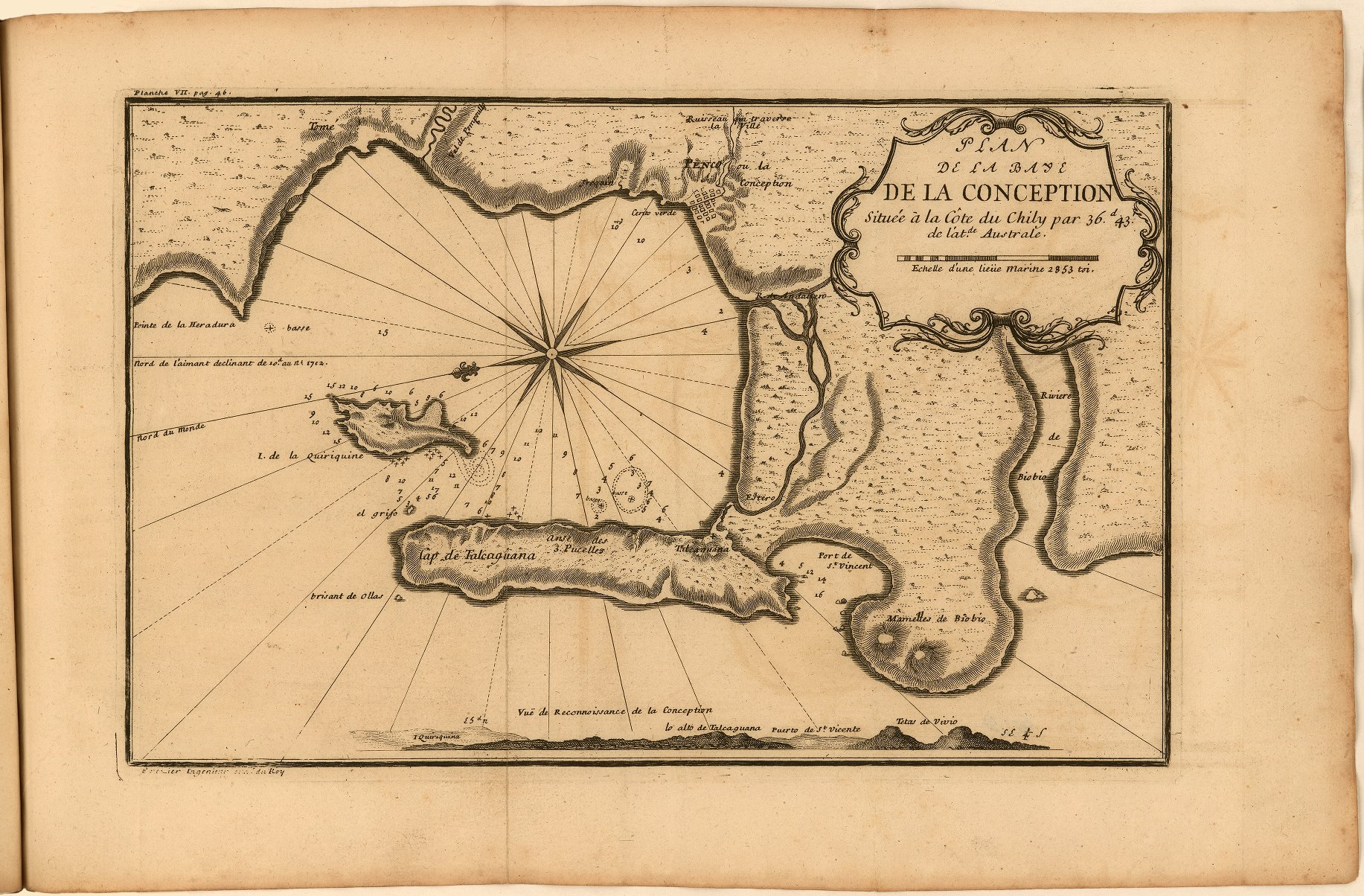
Concepción, Chile (1717)
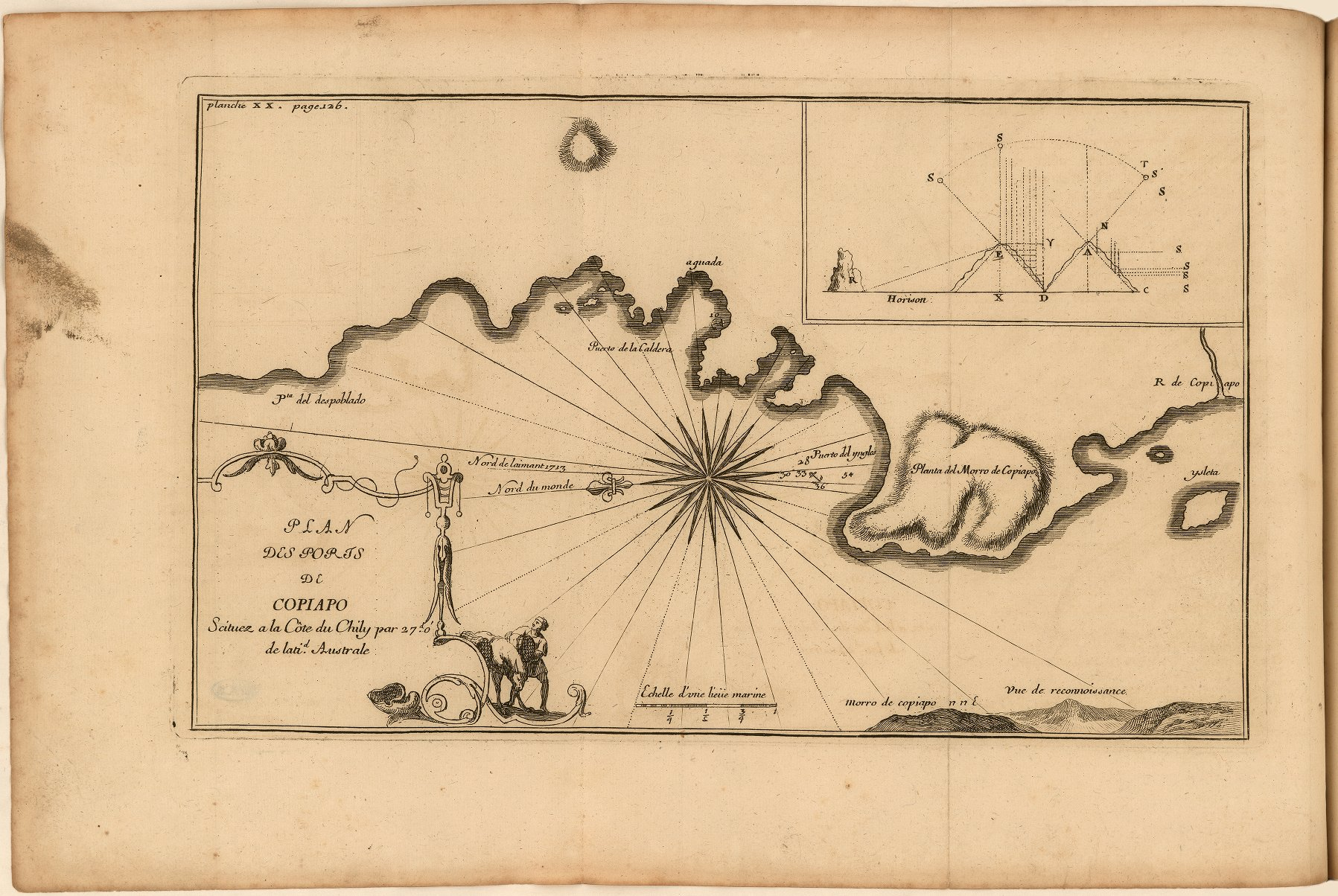
Copiapó, Chile (1717)
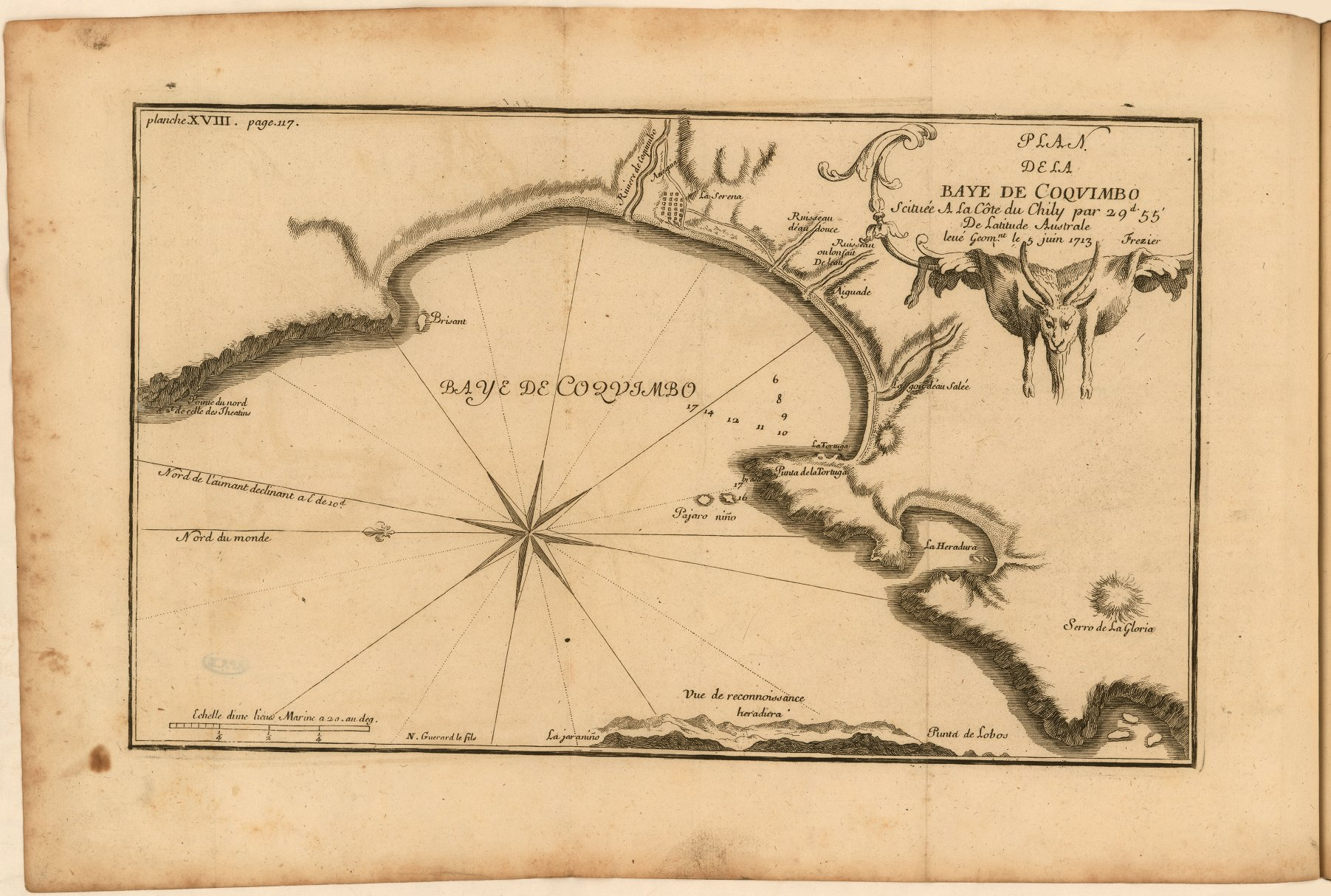
Coquimbo, Chile (1717)
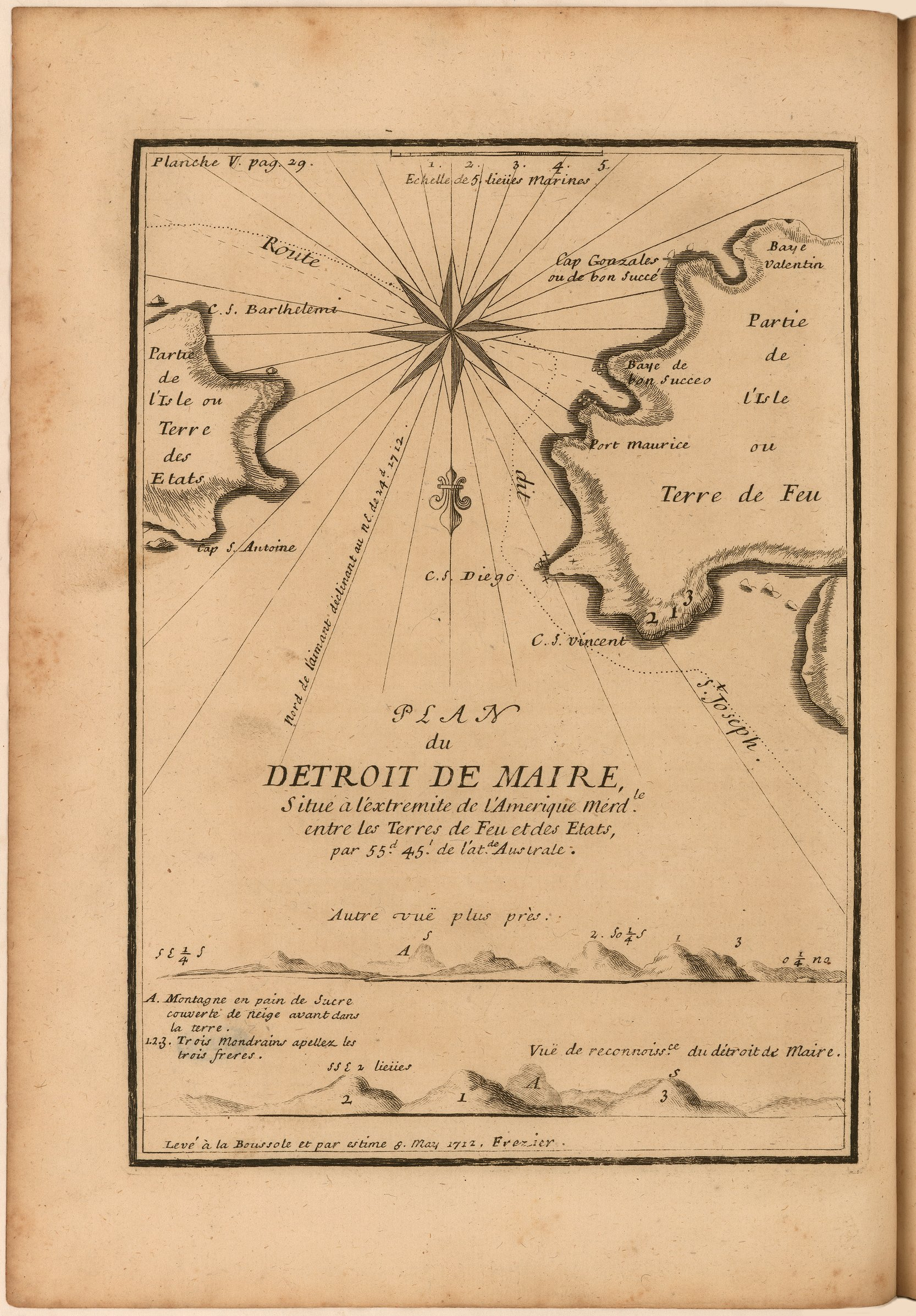
Estrecho de le Maire (1717)
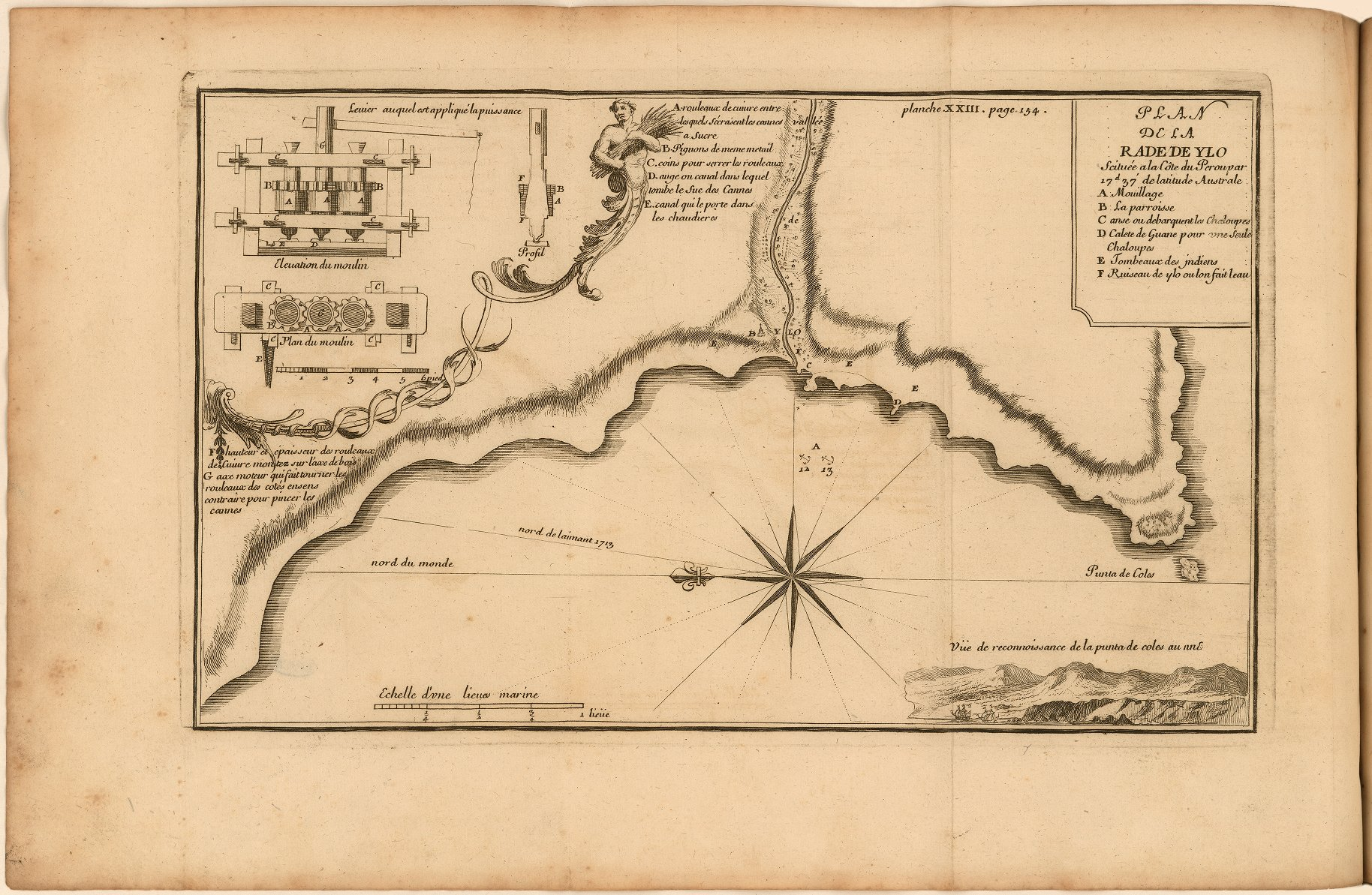
Ilo, Peru (1717)
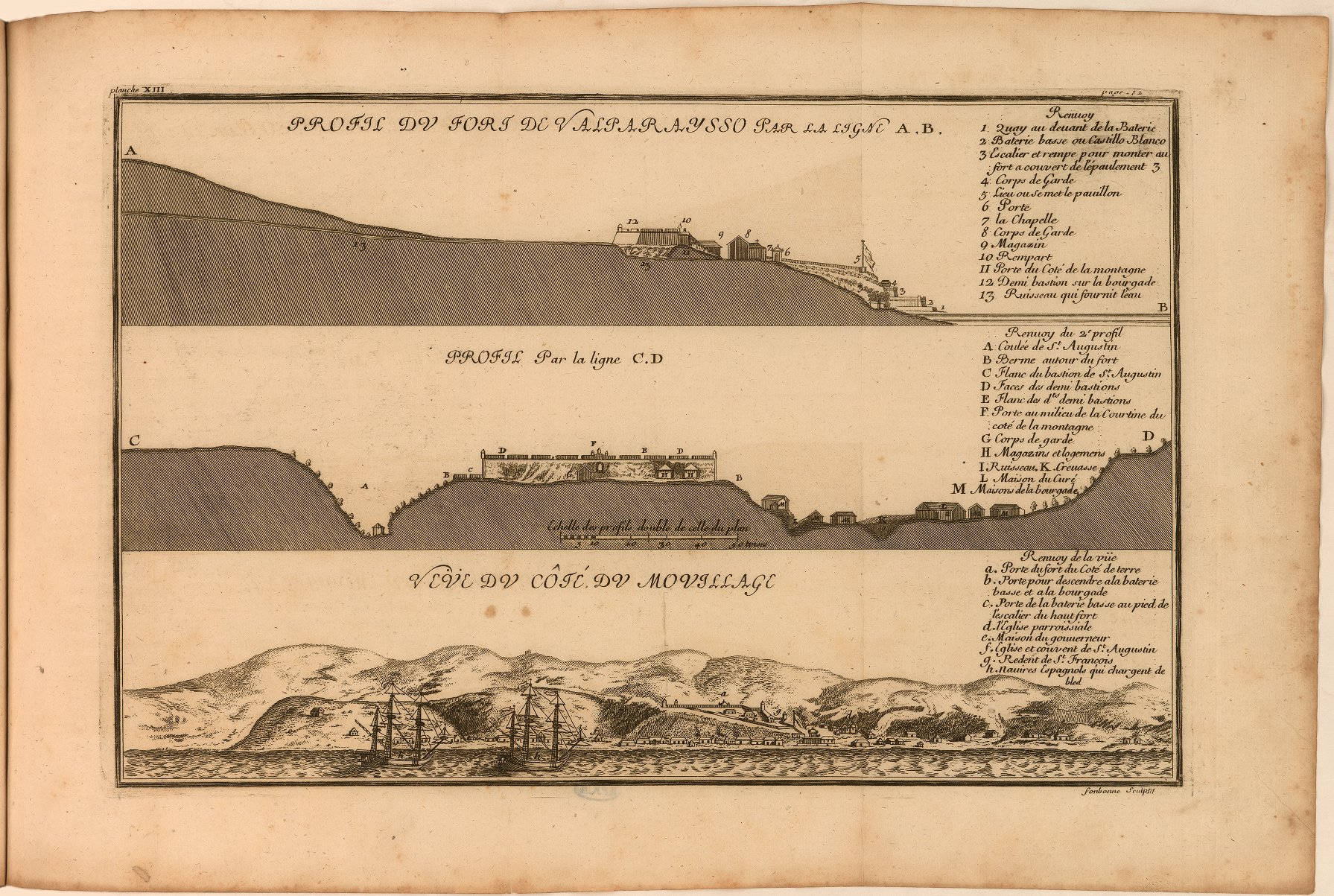
Valparaíso, Chile (1717)
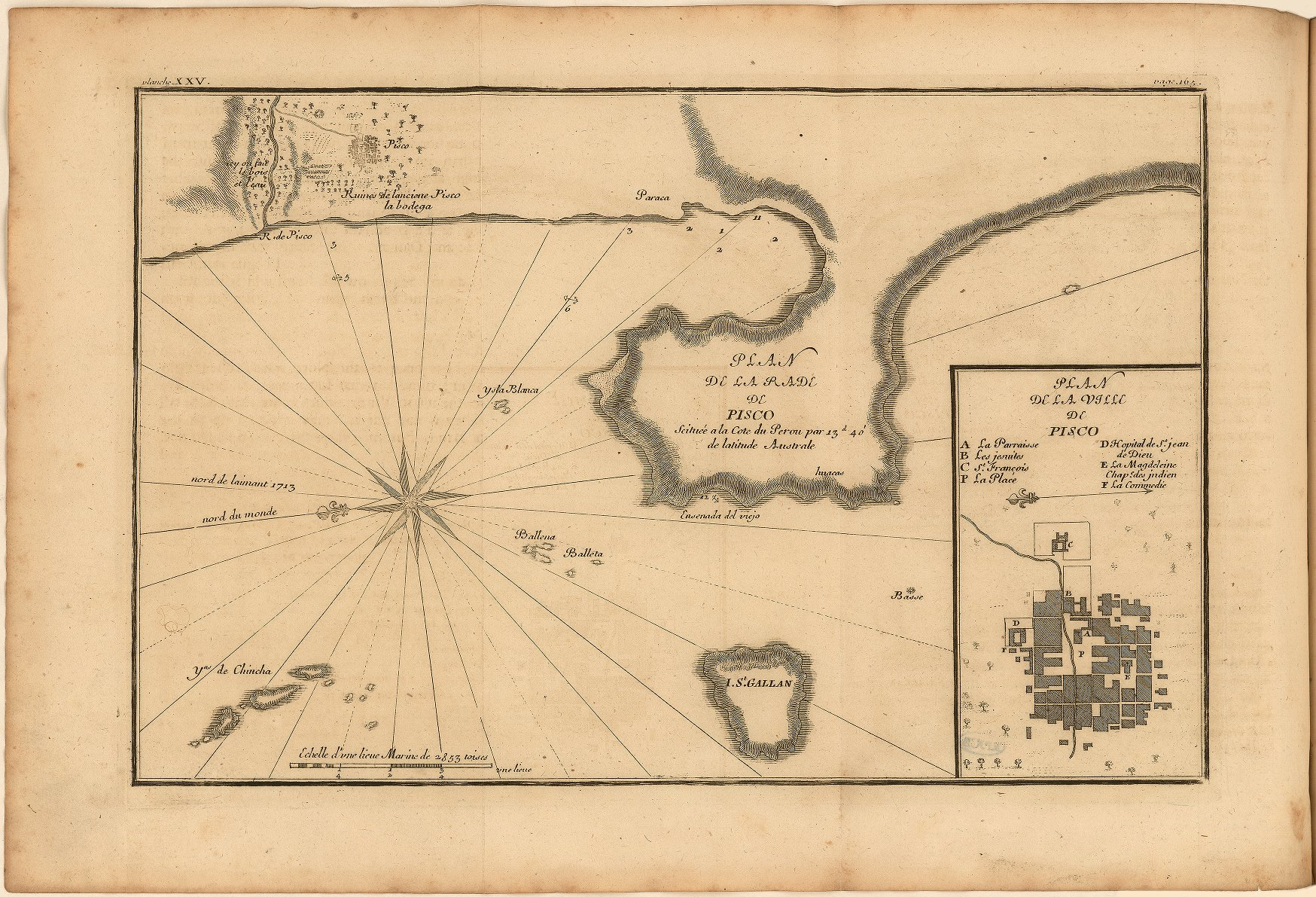
Pisco, Peru (1717)
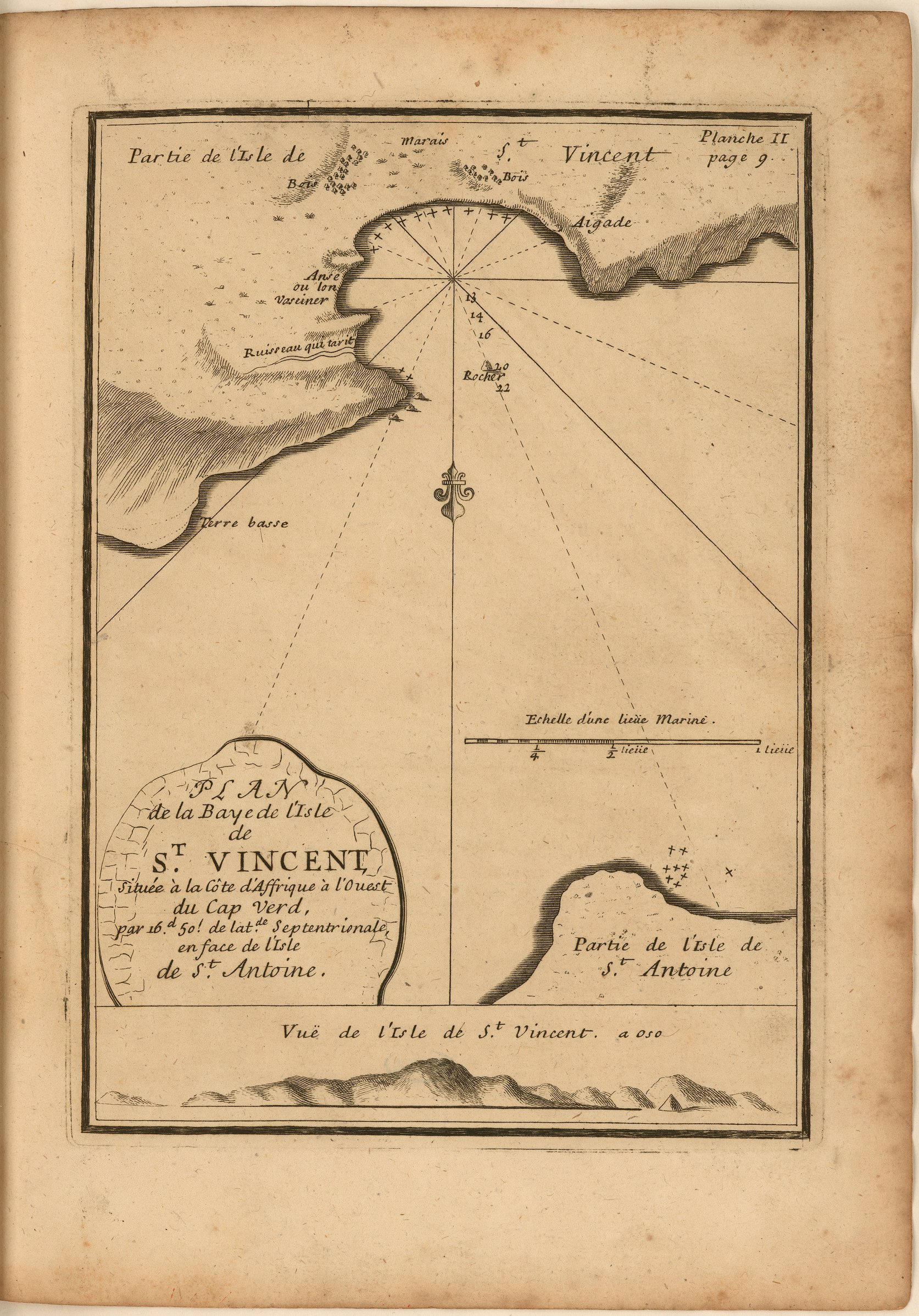
St. Vincent, Cape Verde (1717)
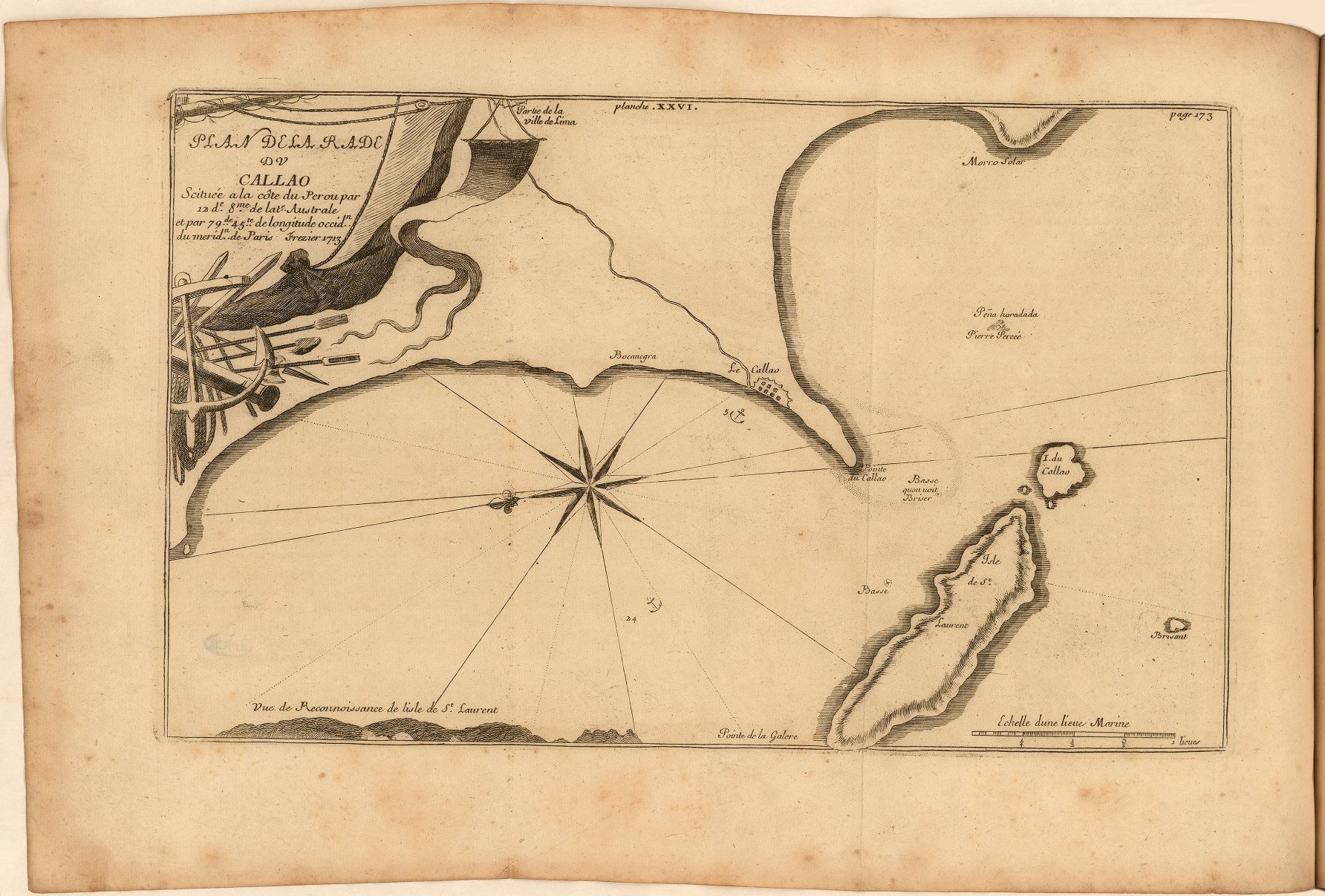
Callao, Peru (1717)
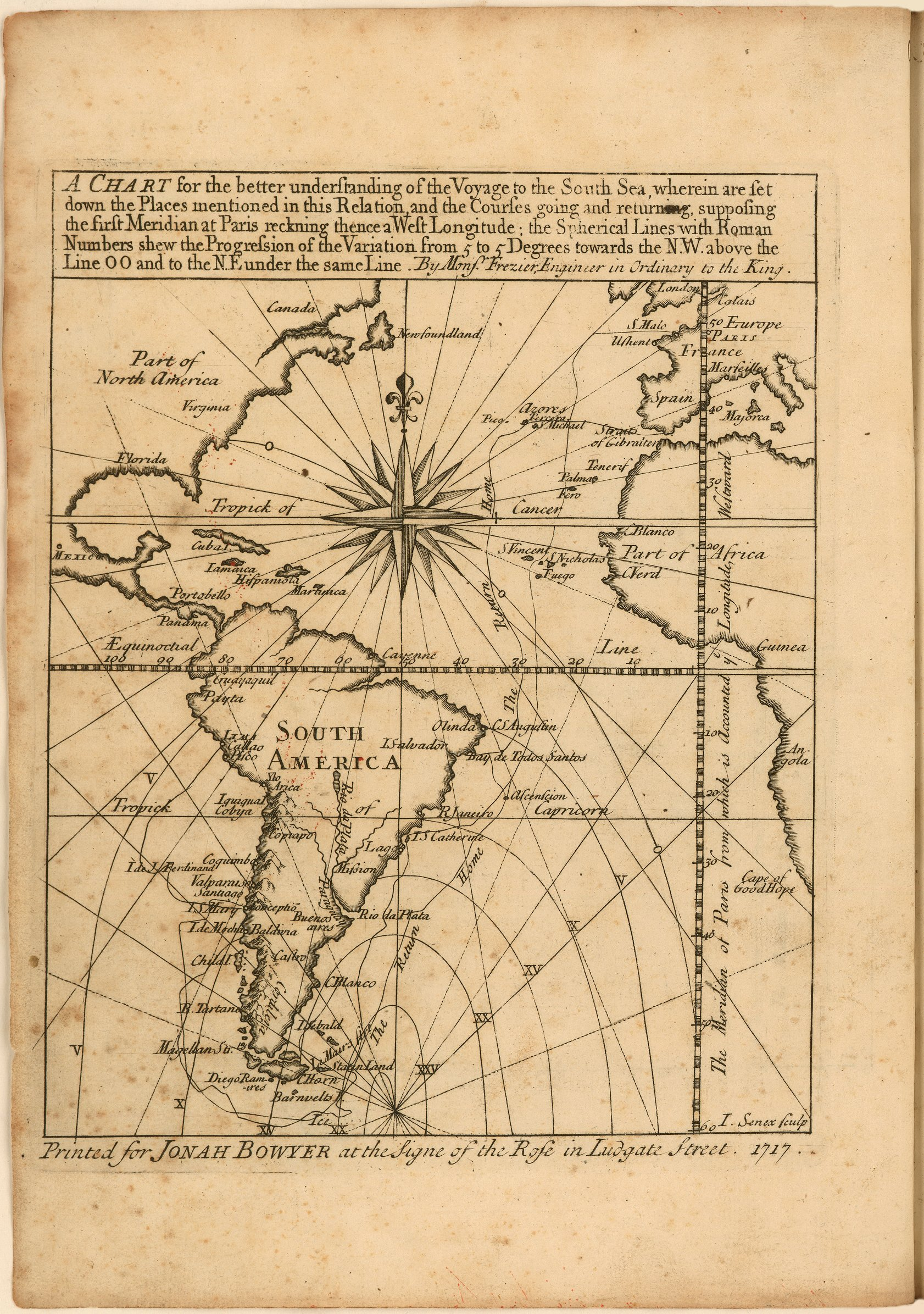
Frontispicio de A voyage to the South-sea.. (1717)
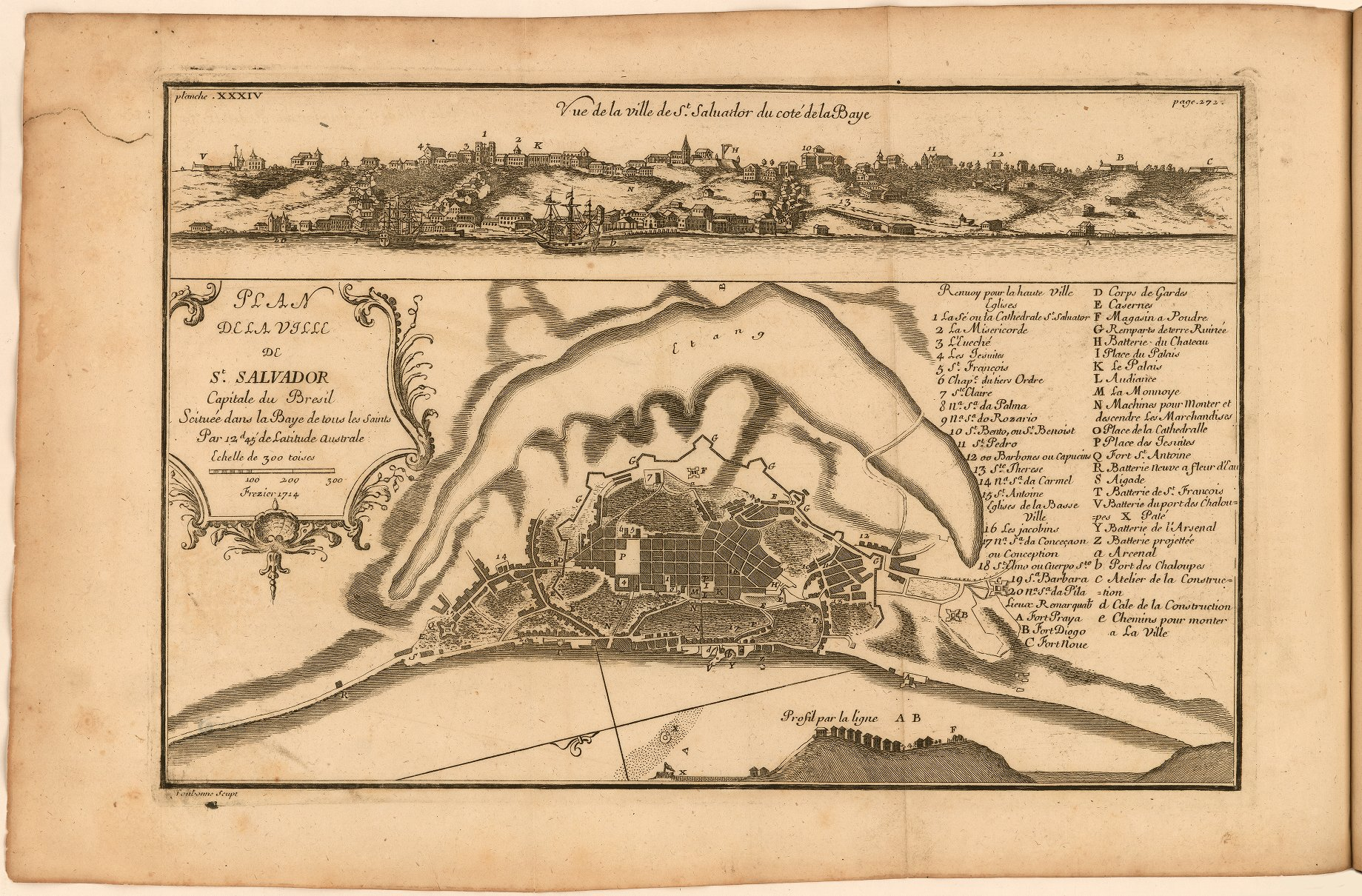
São Salvador de Bahia de Todos os Santos, Brazil (1717)
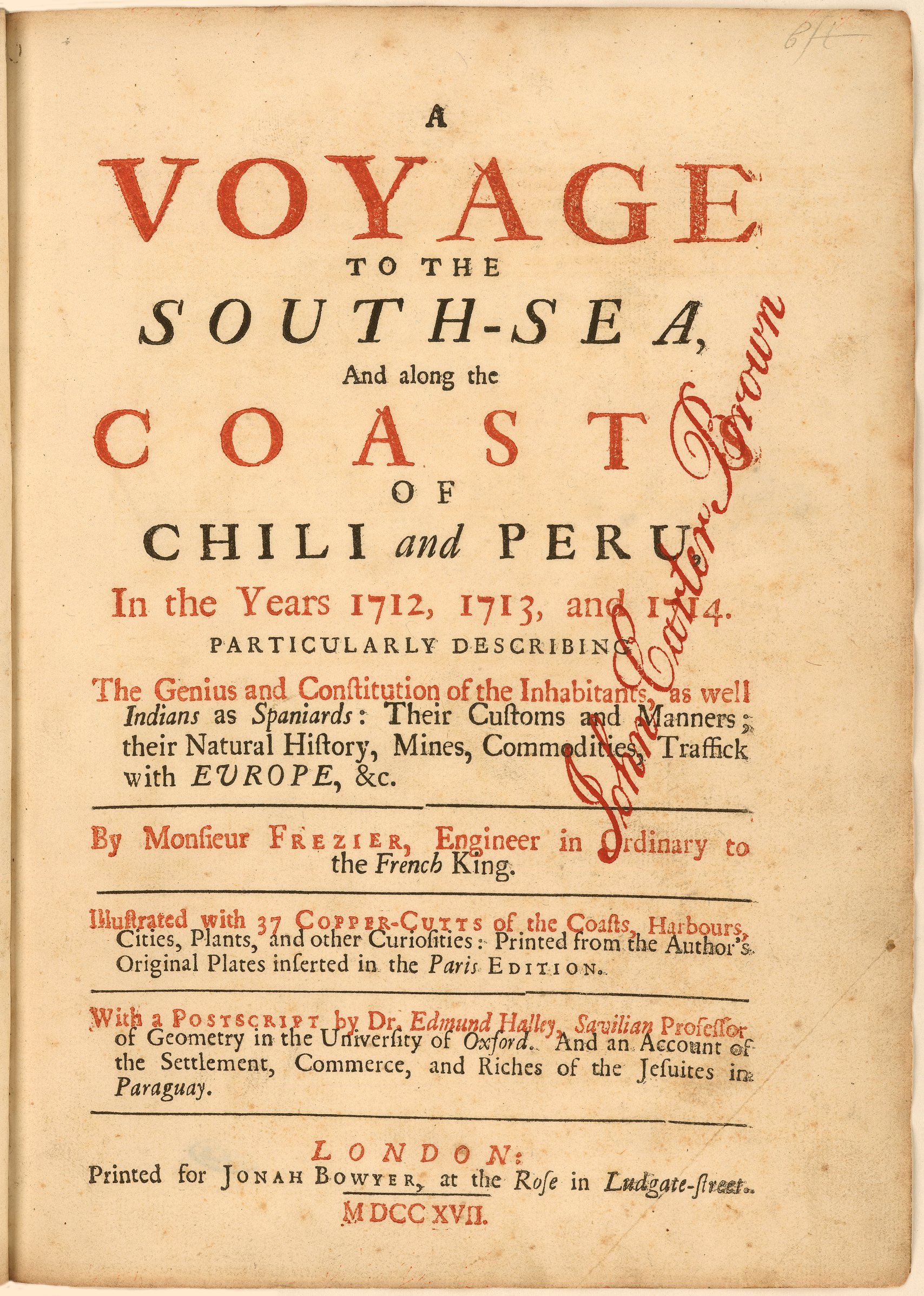
Página titular de A voyage to the South sea... (1717)
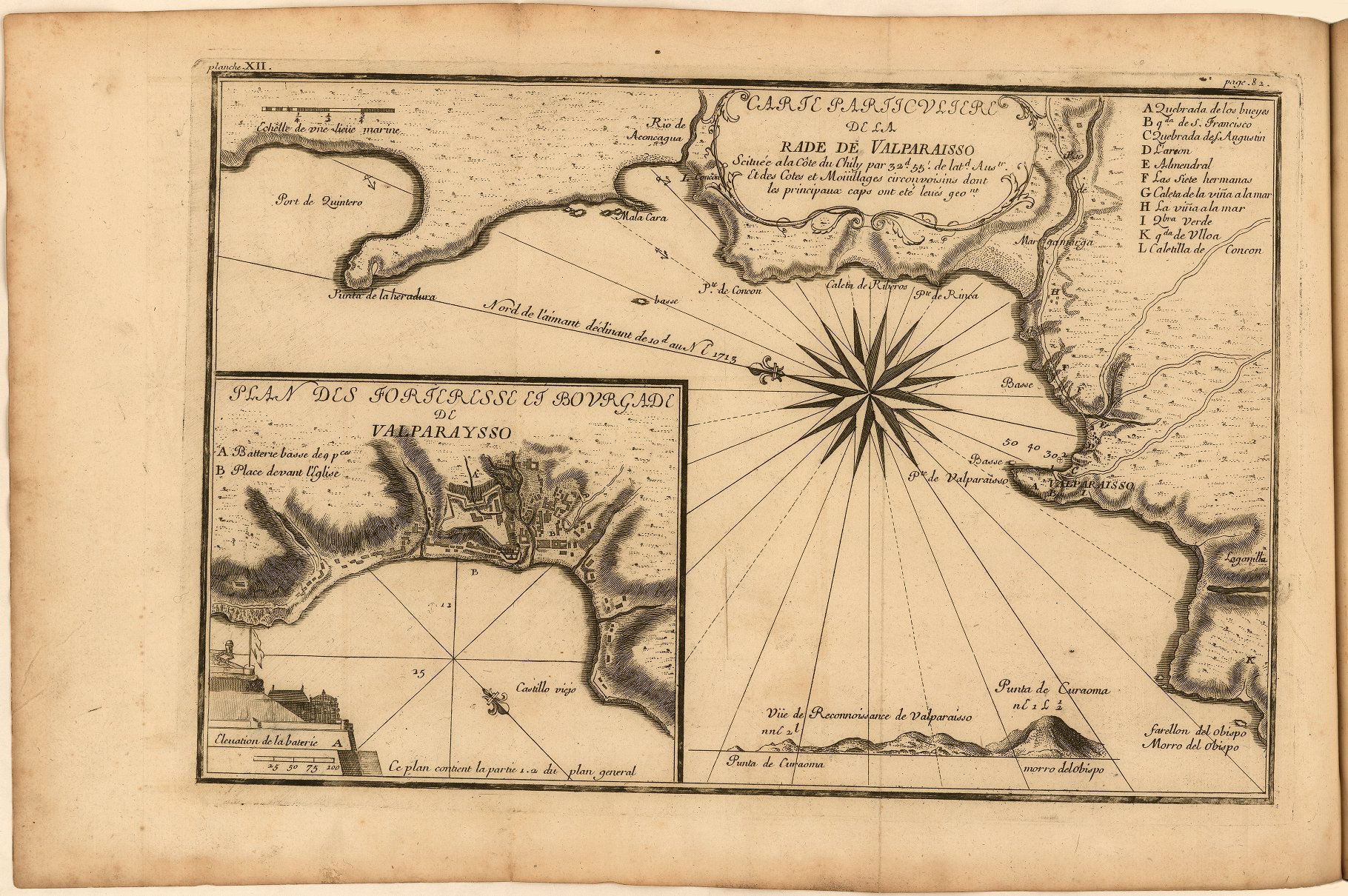
Valparaíso, Chile (1717)
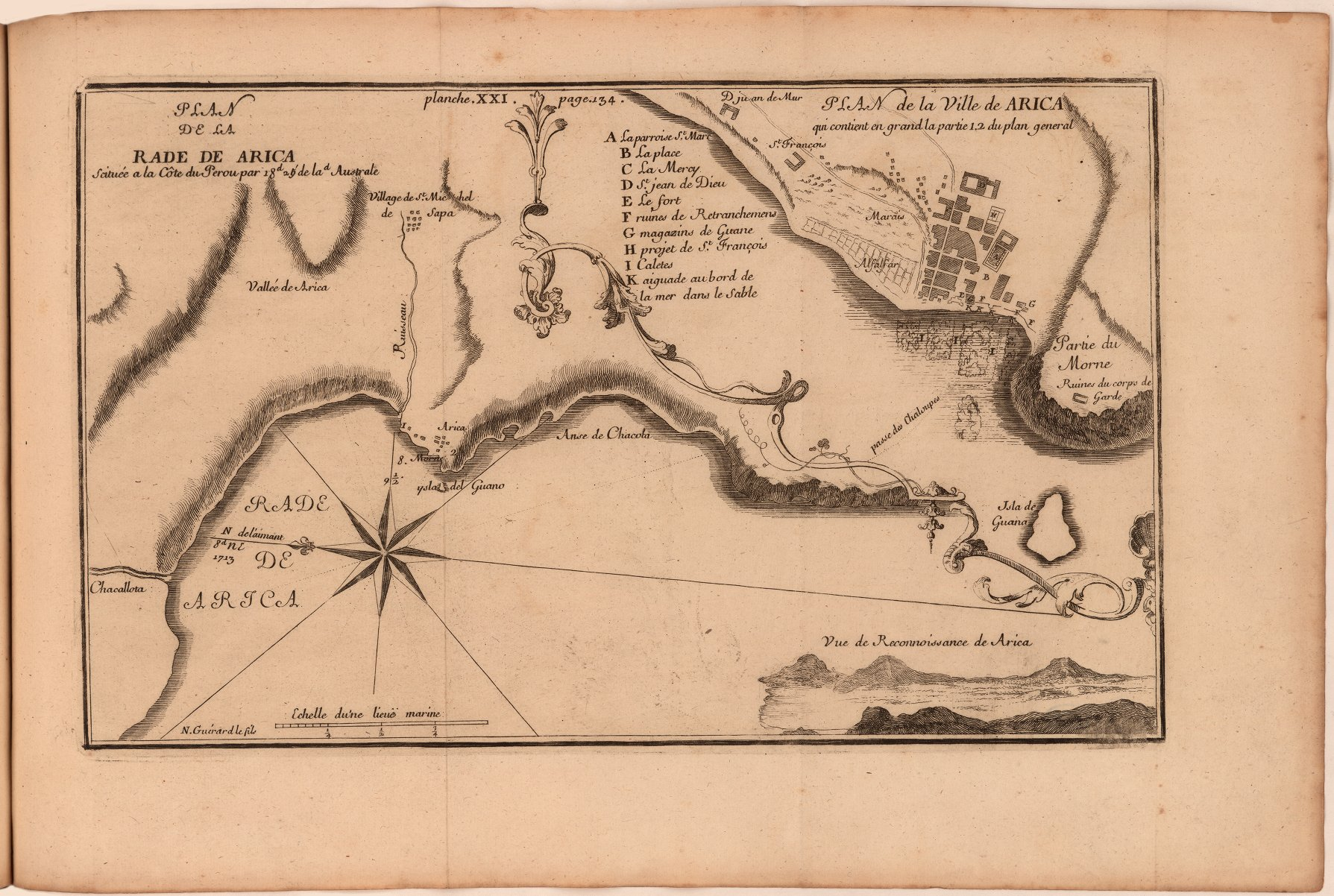
Arica, Chile (1717)
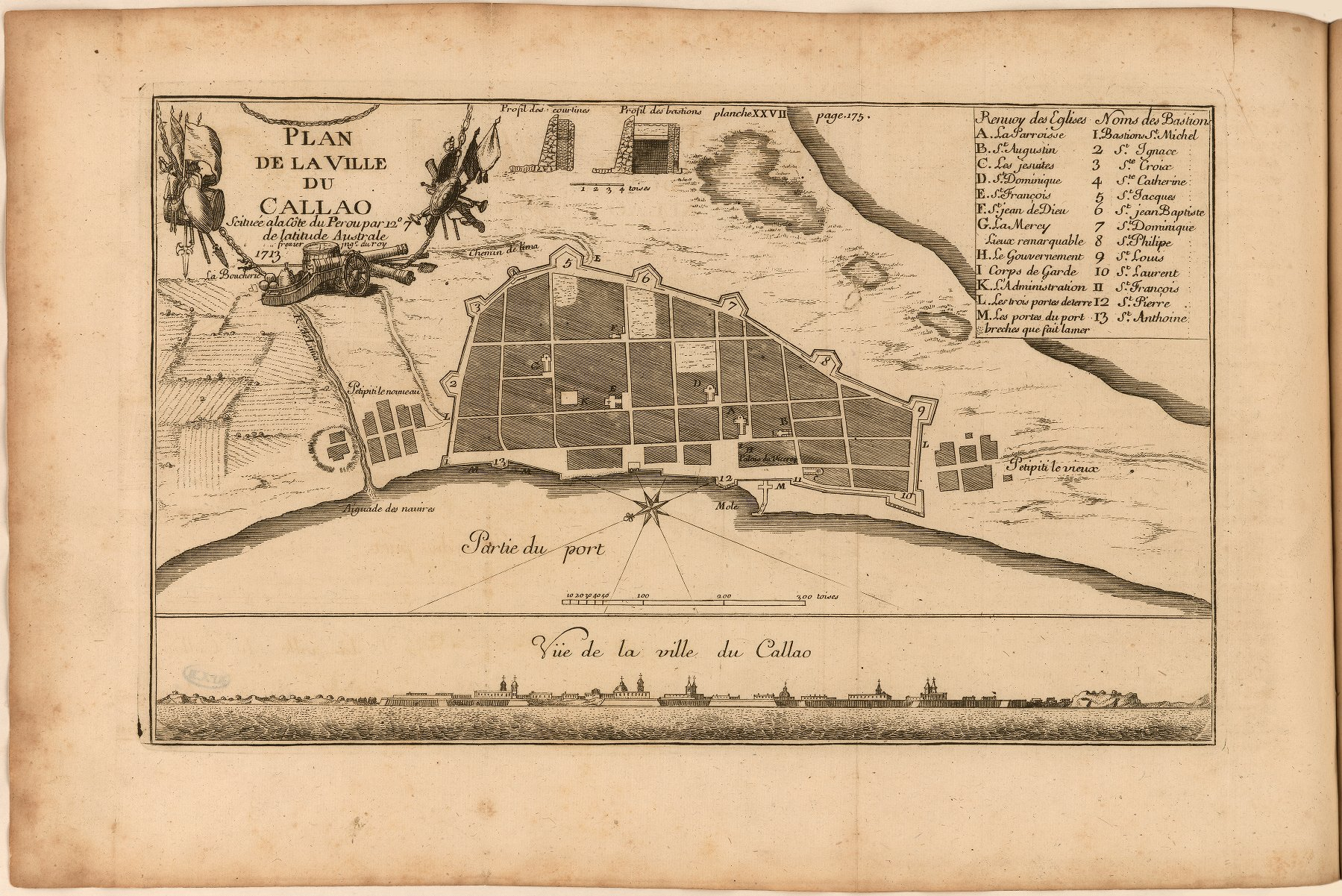
Callao, Peru (1717)
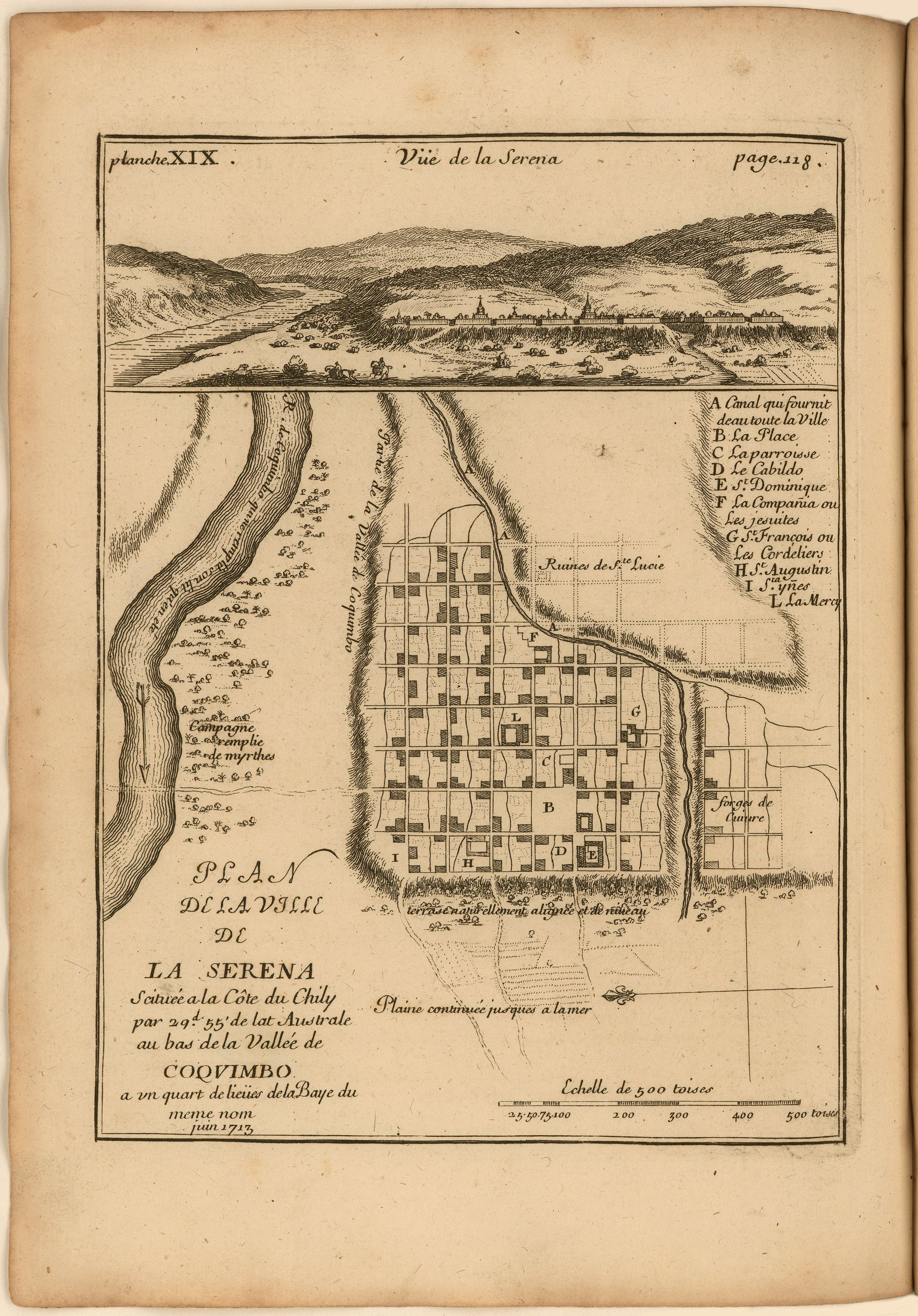
La Serena, Chile (1717)